# 配当利回り
配当利回り（はいとうりまわり、英: Dividend yield）は、ファンダメンタル分析の指標の一つで、株価に対して年間の配当をどれだけ受け取れるかをパーセントで示す。預金の利子や新発10年物国債の利回りと比較し、株式投資が相対的にどれだけ有利かの判断に使われる。

## 計算方法
下記の通り、1株あたりの年間の配当金額を株価で除して求められる。例えば、株価が1000円、1株あたり35円の配当が支払われる場合には配当利回りは3.5%となる。配当金は、日本の税制において原則として課税対象となる。分母となる株価は絶えず変動するため、配当利回りも同様に変動する。1株あたりの配当が変動しない場合、株価が上昇すると配当利回りは低下し、下落すると上昇する。前述の例で、1株あたり35円の配当がそのままと仮定すると、株価が1400円に上昇すれば配当利回りは2.5%、875円に下落すると4%となる。日本では株主優待制度を実施している企業もあり、「優待利回り」も個人投資家が株主還元に積極的な銘柄を見出す指標として使われる。
```
配当利回り = 1株あたりの配当金 ÷ 直近の株価 × 100
優待利回り = 金額換算した1株あたりの株主優待 ÷ 直近の株価 × 100
```

市場全体の配当利回りの計算方法には、「単純平均利回り」と「加重平均利回り」がある。単純平均利回りは1株あたりの配当金額を単純平均株価で除して求められる。加重平均利回りは、単純平均利回りに上場株式数によるウエイトを付けたもので、主要国の多くは加重平均型で利回りを算出しているため、国際的な比較では加重平均利回りを用いることが一般的である。
```
単純平均利回り = 対象銘柄の1株当たり平均配当金 ÷ 単純平均株価 × 100
加重平均利回り = 全銘柄の現金配当金総額 ÷ 全銘柄の時価総額 × 100
```

配当利回りに似た用語に配当性向があるが、企業の利益のうち株主への配当に充てる割合を示すものであり、別の指標である。

## 傾向
2023年9月時点の東証プライム市場の有配会社平均利回りは2.30%、スタンダード市場2.35%、新興企業を中心としたグロース市場はやや低く1.27%。いずれも銀行預金の金利に比べ高水準である。米国株の2023年10月16日時点の配当利回りは、ダウ平均銘柄2.91%、S&P 5002.27%、新興企業やハイテク株の比率の高いNASDAQでは1.65%であった。
成長性の高い企業では投資家からは配当よりも業績の成長による株価上昇が期待され、利益を成長投資に充てるため配当利回りは低くなる傾向がある。成熟産業とよばれる業種では逆に、配当利回りが高めになることが多い。高配当株の明確な基準はないが、一般に配当利回りが4～5%以上であれば高配当と評価される。前の会計年度より配当金額を増加させることを「増配」といい、増配が発表された企業は好調な業績への期待感から株が買われ、株価は上昇傾向となる。米国株では1954年以来増配し続けているカリフォルニア州の水道・電力事業会社アメリカン・ステイツ・ウォーターを筆頭に、プロクター・アンド・ギャンブルや3Mが65年以上連続増配している。日本の企業では、2023年10月時点で33年連続増配の花王が最も長く、25年のSPK、24年の三菱HCキャピタルがこれに次ぐ。
高配当の株式は短期の株価の値動きに注視する必要性が低く、多くのインカムゲインが得られることから長期投資に適している。反面、成熟企業が多く大幅な株価上昇によるキャピタル・ゲインが得にくいこと、配当課税、減配リスクや業績低迷下で無理な配当を行うことにより財務が悪化することに起因する株価下落のリスクも存在する。また、株価低迷により見かけ上の利回りが上昇しているにすぎないケースもある。